# Leucocroton acunae
Leucocroton acunae är en törelväxtart som beskrevs av Attila L. Borhidi. Leucocroton acunae ingår i släktet Leucocroton och familjen törelväxter.
Artens utbredningsområde är Kuba. Inga underarter finns listade i Catalogue of Life.